# Ложные истины
«Ложные истины» — второй роман цикла «Хроники Этории», написанный в жанре фэнтези российским писателем-фантастом Михаилом Костиным, лауреатом премии Серебряная стрела

## История публикаций
Впервые книга «Ложные истины» была опубликована издательством «Радуга» в 2008 году, через год после переиздания первой части цикла «Хроники Этории» на русском языке. Михаил Костин изначально планировал создать трилогию, оставив незавершённым сюжет второй части, но, познакомившись с известным писателем-фантастом Алексеем Гравицким, увлекся совместной работой над новым романом «Земля — Паладос — Земля» и проектом «Живое и мёртвое».
Спустя семь лет, в 2014 году, в рамках проекта «Книма» главного редактора издательства «Снежный Ком» Эрика Брегиса «Ложные истины» были переизданы вместе с первым томом «Тени прошлого».

## Сюжет
Над Эторией продолжают сгущаться тучи. Дарольу удалось выяснить, что случилось с караваном отца, но полученные ответы порождают ещё больше вопросов. Могущественные древние силы пытаются склонить Дарольда и его друзей на свою сторону, открывая им возможную причину возвращения Господина древности и требуя помощи.
Рассказанные ранее истории проявляются в новом свете, белое уже не кажется таким белым, а чёрное чёрным. Вчерашняя победа оборачивается огромной потерей. Два близких друга Дарольда, приговорены к смерти, один брат попал под чары аалов, другой принял сторону врага. Раздор и войны начинают захлестывать Эторию.
Но Дарольд не собирается сдаваться, у него просто нет другого выхода, кроме как идти дальше и бороться…

## Основные персонажи
- Дарольд Ллойд — главный герой, юноша 16 лет из Виллона. Был занят в семейном деле — следил за порядком в конюшне. После пропажи каравана отца отправился на его поиски. Получил звание оруженосца сира Рона.
- Рик Ллойд — брат Дарольда. Получил звание оруженосца сира Рона.
- Айк Андерс — друг Дарольда Ллойда. Сын гробовщика Абриса Андерса из Виллона. Ему 16 лет. Отличается острым умом и парой быстрых кулаков. Получил звание оруженосца сира Рона.
- Роб Ард — друг Дарольда Ллойда. Ему 17 лет. У его отца небольшая сырная лавка в Виллоне. Самый младший из шести сыновей. Сильный, ловкий, смелый — настоящий боец. Получил звание оруженосца сира Рона, но был обвинён в измене и отправлен в ссылку.
- Арк Аклендо — друг Дарольда Ллойда из Виллона. Ему 17 лет. Необычно сообразительный, вежливый, воспитанный, наделён даром проницательности. Получил звание оруженосца сира Рона, но был обвинён в измене и отправлен в ссылку.
- А-ти-фрай-муртер-итэя (сокр. А-ти) — волшебница, представительница расы аалов, килшари четвёртого Шиари клана Лор-Элиаса. Она обитает в городе Аркер-сом-Грой в Великом лесу. Её соправитель — дишари А-кар.
- Жимор — старец, дух-хранитель из Великого леса.
- Минар Эмиль — оруженосец сира Рона. Хороший следопыт и отважный солдат. Отправлен сиром Роном в помощь Дарольду Ллойду и его друзьям.
- Джам Огарский, сир — второй капитан Герцога Буаского в Бонвиле, младший из трёх сыновей Сира Римдора. Предводитель повстанцев.
- Атов —служитель Ордена духов и почитатель великих истин.

- Эйв Ллойд — брат Дарольда, мастер по резьбе из дерева, мечтал поступить в Академию ремесла и дерева. Был похищен при странных обстоятельствах.
- Арок — лесной житель и помощник аалов, он же Еорг Лаки.
- Гор — лесной житель, родом из Нордении
- А-лизар-дурис-армисол (сокр. А-лис)- сын Оллир-асита и Мавари-кен-мартон, рождённый в Лор-Элиас. Первый ризари А-ти-фрай-муртер-итэя, килшари четвёртого шиари Лор-Элиаса. (Ризари — защитник, которому доверяют охранять вождя).
- Тэм, сир — герцог Буа, в звании королевского капитана, принадлежит к рыцарям старшего поколения. Был обвинён в измене. Примкнул к повстанцам.
- Зурос, сир — верховный правитель Пуно, принадлежит к рыцарям старшего поколения. Был обвинён в измене. Примкнул к повстанцам.
- Хур Бэррон, сир —сын знаменитого рыцаря Бэррона, семья которого владела небольшим имением на юго-западе Буа, на границе с Весталией. Примкнул к повстанцам.
- Дормир — дух, обитающий в озере недалеко от Виллона.
- Адим, сир — молодой рыцарь, попавший во владения дааров.
- Мор, сир — герцог Пули.
- Лис — старая женщина, хозяйка дома в Сьюлиз Хи.
- Э’Дреф — престарелый мудрец, записывающий все события похода сира Джама Огарского.
- Валир — южанин, капитан флагманского галеона сира Джама Огарского.
- Аграз — вождь алавантаров. Человек средних лет, среднего роста и средней комплекции.
- Рэвис Варила — дорс, слуга Арима.
- Химур — хранитель, охраняющий Дарим Сир.
- Арим Алур Ам — предводитель дорсов. Высокий, худощавый, с угловатыми чертами лица, короткими чёрными волосами.
- Эвено — служитель Отвергнутого хранителя Ша Мира, великого Господина древности.
- Азут — староста каторжан, маленький пухлый человечек.
- Ларк — бывший помощник шефа городской охраны города Пули и слуга сира Мэта Айтфилда.
- Элсон Риан — южанин, был проводником у Дарольда и его друзей, которые спасли ему жизнь.
- Марда —маленькая толстая старуха из племени фуркарс.
- Лор— бородач норд из племени фуркарс.
- Арина — юная рабыня-скин из племени фуркарс. Родом из Северной империи.
- Иша — рабыня-скин из племени фуркарс. Она из нордов.
- Хуру — вождь племени фуркарс.
- Казана — рабыня-скин из племени фуркарс. Родом из северной части Пуно.
- Учитель — тёмная личность с большим влиянием, обладает магической силой. Пытается выведать секреты города Рам Дир.
- Филипп I — король Нордении.
- Урис Фрумаск III — император Северной империи.
- Лола Овербурно — правительница Лорандии.
- Алир Гри — генерал пограничного легиона Лорандии и правитель города Юлии.
- Вирон — первый дорс.
- Робу Дас-лоранс — дорс, учёный.
- Друзо, сир — буаский рыцарь-повстанец.
- Гумо —сержант латников.

## Значимые места

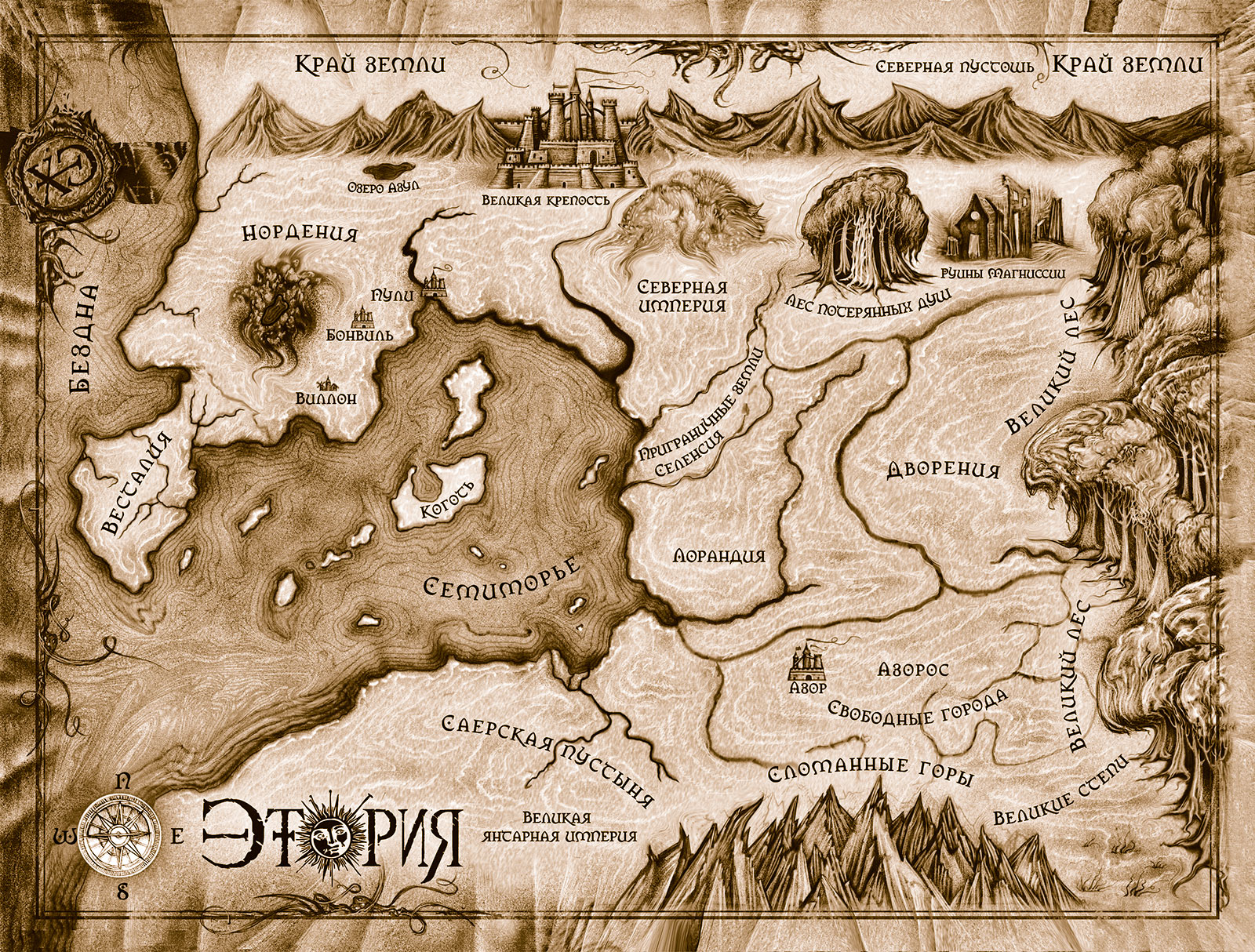
Карта Этории

- Армит-Ар-мас-Лур-Брик (сокр. Брик) —маленький город в Дворении.
  - «Рев Ков Нар» — двухэтажный трактир, он же «Красный шёлк».
- Жуйи — небольшой городок у входа в Великую крепость.
  - Жуйские темницы — по слухам там держат разных чудовищ.
- Великая крепость — огромное сооружение из тёмного камня, располагается в самом центре долины, которую пересекают многочисленные дороги. В небо возносятся могучие башни, увенчанные длинными разноцветными флагами. Высокие стены подпирают сложенные из огромных глыб контрфорсы.
- Первый барьер — место, где кончается мир людей и начинается Северная пустошь.
- Великий лес — созданная самой природой преграда между человеческим миром и чужим. Обитель аалов.
  - Аркер-сом-Грой — город аалов, спрятан от посторонних глаз древним заклинанием.
  - «Зеркало мудрости» — небольшое озеро, вода в нём стоит неподвижно, в ней не отражаются ни облака, ни плакучие ивы. Ровную гладь воды не трогает даже ветер. Пристанище духа Жимора.
- Пули — большой портовый город. На самом верху высокого холма, стоит могучий замок герцога — массивное сооружение из белого камня. Чуть ниже, на склонах расположились не менее величественные дворцы и особняки местной знати, а у подножия горы, вдоль берега, раскинулся обнесённый стеной Нижний город, где жизнь не замирает ни на минуту. Пули делится на четыре района — Замок, Верхний город, Нижний город и Порт.
- Селенсия — маленький городок в приграничных землях Северной империи с выходом к морю. Имеет невзрачный вид, главным образом из-за серого цвета местного камня, из которого тут всё сложено.
- Сьюлиз Хи — поселение в приграничных землях Северной империи
- Долина низвергнутых королей — долина в Магниссии.
- Поселения Фуркарс — все постройки выполнены в грубоватом стиле, хижины и деревянные домики покрыты дёрном, кое-где можно разглядеть деревянные статуи и резьбу. Среди всей этой простоты выделяется длинное здание, украшенное черепами животных.
- Лес потерянных душ —пугающий лесной массив с чёрными кривыми переплетенными деревьями. Из леса не доносится ни единого звука, даже шороха листвы под ветром не слышно.
- Рам Дир — скрытый город хранителей, расположенный в Долине низвергнутых королей в Магниссии.

## Особенности
- Дороги, по которым можно молниеносно перемещаться на огромные расстояния. Доступны духам, невидимы для простых смертных, связывают между собой самые дальние уголки мира.
- М’арум — переход из мира людей в мир аалов.
- Фазир — магический сосуд для хранения знаний. Используется аалами. В отличие от книг, фазиры не знают старения и могут просуществовать многие сотни лет. Когда кому-то нужно прочитать содержимое фазира, он произносит заклинание, и знания переносятся к нему в память.
- «Стена тишины» — заклинание помогающие укрыться от посторонних.
- Лампиера — зелёные камни с помощью, которых волшебники могут приводить в действие свои заклинания. В них хранится энергия древних времен.
- Тар-лоссер —огромный камень, источник тусклого белого света.
- Магия. Состоит из двух одинаково важных частей: заклинаний и энергии. Заклинания представляют собой наборы звуков и жестов, которые превращают энергию в реальную силу. Их можно выучить, придумать, изменить. Но ни одно заклинание не сработает, если оно не подпитано энергией.
- «Слезы времени» — предметы, которые были созданы во времена Ша Мира и рассказывают о прошлом.

## Артефакты
— кольцо с оленями, наполненное древней магией, позволяющее следить за его хозяином; 

— аальский меч, наполненный древней магией, позволяющий следить за его хозяином;

— драгоценная шкатулка с серебряным узором, драгоценными камнями, золотой инкрустацией, дающая возможность Эвено властвовать над людьми.

## Обитатели
- Аалы — древний народ, заселивший мир после падения Ша Мира (империи хранителей).
- Даары — когда-то они были аалами, у них лиловая кожа и зелёные глаза, одеты либо в мантии, либо в доспехи из чёрного металла. После многолетнего кровопролития дааров загнали в пещеры гор Края земли и замуровали. С тех пор они считаются вымершим народом.
- Духи — хранители, которые, согласно легенде, остались во внешнем мире и связали свои души с водами озёр и прудов Этории, тем самым избежав смерти.
- Хранители — группа могущественных волшебников намори, правивших Эторией в древние времена.
- Алавантары — тайная секта, члены которой поклоняются Господину древности.
- Орден духов — религиозная секта, члены которой верят в то, что духи не только существуют, но и управляют всем в мире живых.
- Дорсы —группа людей, которая противостоит Ордену духов и хранителям.
- Норды — дикари, живущие за Первым барьером.
- Гризари — жителей самых дальних поселений дааров.
- Рускас— мудрецы, лекари и волшебники, а также слуги Великого Изора в Северной пустоши.

## Исчезнувшие миры
- Ша Мир, предположительно, был самым большим, самым могущественным и процветающим государством в Этории. В нём жили намори и хранители.
- Магниссия — когда-то была государством в Этории. Магниссия образовалась вокруг небольшого города Ролар, где, в земле и в водоёмах, вдруг обнаружилось множество кристаллов странного зелёного цвета. Как оказалось, эти кристаллы были наполнены энергией и позволяли знающим людям использовать их для различных заклинаний. Именно это обстоятельство позволило Магниссии процветать многие годы, пока её не разрушила внутренняя война между самими магами.